# Tamarack
Tamarack – miasto w Stanach Zjednoczonych, w stanie Minnesota, w hrabstwie Aitkin.